# Pedro María Iguaran
Pedro María Iguaran Arandia (Lasarte-Oria, Guipúzcoa, 2 de julio de 1940 - 16 de enero de 2015) fue un futbolista español que jugaba en la demarcación de defensa. Fue el hermano del también futbolista Miguel Iguaran.

## Biografía
En 1963, debutó como futbolista con el Deportivo Alavés, el 15 de septiembre contra la Real Sociedad, partido que acabó con derrota por 1-0, jugando en la Segunda División de España. Tras un año en el que el club descendió de categoría, fue fichado por la Real Sociedad, también en el segundo nivel del fútbol español. Tras tres años, quedó en primera posición, con el Sporting de Gijón en segundo lugar, y el Celta de Vigo en tercer lugar. Tras el ascenso, disputó todos sus partidos en la Primera División de España hasta que dejó el club en 1971, año en el que volvió al Deportivo Alavés, retirándose en 1972.
Falleció el 16 de enero de 2015 a los 74 años de edad.

## Clubes

### Como futbolista
| Club             | País   | Año       | Partidos | Goles |
| ---------------- | ------ | --------- | -------- | ----- |
| Deportivo Alavés | España | 1963-1964 | 24       | 0     |
| Real Sociedad    | España | 1964-1971 | 64       | 0     |
| Deportivo Alavés | España | 1971-1972 |          |       |

### Como entrenador
| Club            | País   | Año       |
| --------------- | ------ | --------- |
| SD Eibar        | España | 1974-1975 |
| CD Lagun Onak   | España | 1975-1976 |
| Real Unión Club | España | 1976-1977 |
| CD Lagun Onak   | España | 1980-1982 |
| Real Unión Club | España | 1990-1991 |

## Palmarés

### Campeonatos nacionales
| Título                     | Club          | País   | Año  |
| -------------------------- | ------------- | ------ | ---- |
| Segunda División de España | Real Sociedad | España | 1967 |